# Mezinárodní letiště José Martího
Mezinárodní letiště José Martího (španělsky Aeropuerto Internacional José Martí, IATA: HAV, ICAO: MUHA) je letiště v kubánském hlavním městě Havaně. Nachází se ve čtvrti Boyeros 20 km jihozápadně od centra města. K odbavení cestujících slouží tři terminály, nejmodernější z nich byl postaven kanadskou firmou v roce 1998. Vzletová a přistávací dráha je dlouhá 4000 metrů a široká 45 metrů. Letiště spravuje státní společnost ECASA a využívají je především aerolinky Cubana de Aviación a Aerogaviota. Ze zahraničních leteckých společností sem nejčastěji létají Copa Airlines, průměrně pětkrát za den. Frekventované jsou i charterové lety určené turistům z USA. Ročně je zde odbaveno okolo šesti milionů pasažérů, letiště José Martího zajišťuje okolo osmdesáti procent kubánské letecké dopravy. 
Bylo zprovozněno 24. února 1930 a v roli hlavního kubánského letiště nahradilo El Aeropuerto de Columbia. V roce 1943 zde byla postavena první řídicí věž na Kubě. Původně neslo název Rancho Boyeros, v roce 1953 bylo pojmenováno po José Martím.
V dubnu 1961 letiště bombardoval americký Douglas A-26 Invader, což bylo součástí přípravy na invazi v zátoce Sviní. V historii letiště došlo ke 47 leteckým nehodám, nejhorší z nich se stala 3. září 1989, kdy se krátce po startu zřítil Iljušin Il-62, zahynulo všech 126 osob na palubě a 24 lidí na zemi, kteří byli zasaženi troskami. 
Na Silvestra 1997 zde Fidel Castro přivítal první letadlo Concorde, které přistálo na Kubě. V únoru 2016 se ve VIP salonku letiště poprvé v historii setkali nejvyšší představitelé římskokatolické a pravoslavné církve, papež František a patriarcha Kirill.